# Высшая аттестационная комиссия
Вы́сшая аттестацио́нная коми́ссия (ВАК) — существовавший в СССР и ныне существующий в России, Белоруссии, Армении, Азербайджане, Молдавии, Киргизии и ряде других постсоветских стран государственный орган, отвечающий за обеспечение государственной аттестации научных и научно-педагогических работников — присуждение учёных степеней доктора и кандидата наук, присвоение учёных званий, а также за лишение ученых степеней.
В России данный орган носит название «ВАК при Минобрнауки России».
Необходимость создания подобного органа в СССР и постсоветских странах связана со значительным (в сравнении, например, со странами Запада) разбросом уровня научно-педагогических работников между различными вузами и научными институтами. Понятно, что в такой ситуации унификация требований к соискателям степеней и званий, а также централизованный контроль их выполнения приобретают особое значение.

## ВАК СССР
В СССР ВАК была учреждена в 1932 году (первое заседание — в 1933 году, фактически начала работу в 1934 году), воплотив в себе сталинскую модель науки, созданную в 1930-е годы в Советском Союзе. Ранее, в Российской империи учёные степени присуждались непосредственно в институтах и университетах, а после Октябрьской революции до принятия в 1934 году соответствующего постановления СНК в стране не существовало системы учёных степеней и званий. Создание единого аттестационного органа было вызвано общим дефицитом достаточно квалифицированных и одновременно идеологически выдержанных учёных, способных адекватно оценивать диссертационные работы.
ВАК неоднократно меняла подчинённость. До 1974 года находилась при структурах управления высшей школой. С 1975 до 1991 года входила в Министерство высшего образования СССР, возглавлялась министром и именовалась Высшей аттестационной комиссией при Совете Министров СССР.
Председателями комиссии являлись:
- Кржижановский, Глеб Максимилианович — 1933—1936 гг.
- Межлаук, Иван Иванович — 1936—1938 гг.
- Кафтанов, Сергей Васильевич — 1938—1954 гг.
- Елютин, Вячеслав Петрович — 1955—1975 гг.
- Кириллов-Угрюмов, Виктор Григорьевич — 1975—1987 гг.
- Шемякин, Евгений Иванович — 1987—1991 гг.

С распадом СССР в 1991 году ВАК СССР перешла под юрисдикцию России.

## ВАК РФ
ВАК Российской Федерации существует с 1992 года. Официальные названия органа менялись. С 2011 года по май 2018 года ВАК была подчинена непосредственно Министерству образования и науки, а после его реорганизации перешла под юрисдикцию созданного Министерства науки и высшего образования РФ.
Согласно Положению о Высшей аттестационной комиссии ВАК РФ даёт Министерству заключения и рекомендации:
- о диссертационных советах (создание советов, установление и изменение их состава, конкретизация их полномочий, приостановление, возобновление и прекращение их деятельности);
- о присуждении учёных степеней на основе анализа аттестационных дел соискателей (по 2013 год — также о присвоении учёных званий);
- о перечне и программах кандидатских экзаменов;
- о перечне рецензируемых научных журналов и изданий для опубликования основных научных результатов диссертаций;
- о признании и установлении эквивалентности документов иностранных государств об учёных степенях и учёных званиях на территории РФ.

Кроме того, ВАК участвует в разработке проектов законодательных актов по вопросам присуждения степеней и присвоения званий.
В соответствии с Положением о порядке присуждения учёных степеней диплом кандидата наук выдаётся ВАК на основании решения диссертационного совета учреждения, в котором происходила защита, а диплом доктора наук выдаётся на основании решения диссертационного совета и положительного заключения экспертного совета ВАК соответствующего направления. С 2016 года некоторые российские вузы и научные организации наделены правом присуждения степеней автономно от ВАК.
В 2002—2013 гг. ВАК присваивала звания профессора по специальности и доцента по специальности (последнее — аналог существовавшего до 2002 г. звания старшего научного сотрудника). С 2011 по 2013 гг. присваивала также учёные звания профессора и доцента по кафедре, до этого с 2002 г. присваивавшиеся Рособрнадзором. С 2014 года звания именуются просто «доцент» и «профессор», а присваиваются непосредственно Минобрнауки и только по научным специальностям; старые звания «по кафедре» к ним приравнены.
Присуждение учёной степени или присвоение учёного звания оформляется соответствующим приказом министра образования и науки.

## ВАКи по странам
- Азербайджан — Высшая аттестационная комиссия при президенте Азербайджана
- Армения — Высшая аттестационная комиссия Армении[арм.][14]
- Белоруссия — Высшая аттестационная комиссия Белоруссии
- Болгария — Высшая аттестационная комиссия Болгарии[болг.] (упразднена в декабре 2010 года)
- Грузия — Совет учёных экспертов Грузии
- Казахстан — Комитет по контролю в сфере образования и науки Казахстана[15]
- Кыргызстан — Национальная аттестационная комиссия при президенте Кыргызстана[кирг.][16]
- Молдова — Национальный совет по аккредитации и аттестации Молдовы[рум.][17]
- Россия — Высшая аттестационная комиссия при Минобрнауки России
- Таджикистан — Высшая аттестационная комиссия при президенте Таджикистана[18]
- Туркменистан — Высший профессионально-аттестационный комитет Туркменистана (воссоздан в 2007 году вместе с Академией наук Туркменистана[19])
- Узбекистан — Высшая аттестационная комиссия Узбекистана[узб.][20]
- Украина — Высшая аттестационная комиссия Украины[укр.] (упразднена в декабре 2010 года, функции переданы Департаменту аттестации кадров (ДАК) Министерства образования и науки, в настоящее время те же функции исполняет Аттестационная коллегия Министерства образования и науки)